# 1194 Aletta
1194 Aletta este un asteroid din centura principală, descoperit pe 13 mai 1931, de Cyril Jackson.